# Marienkirche (Wathlingen)

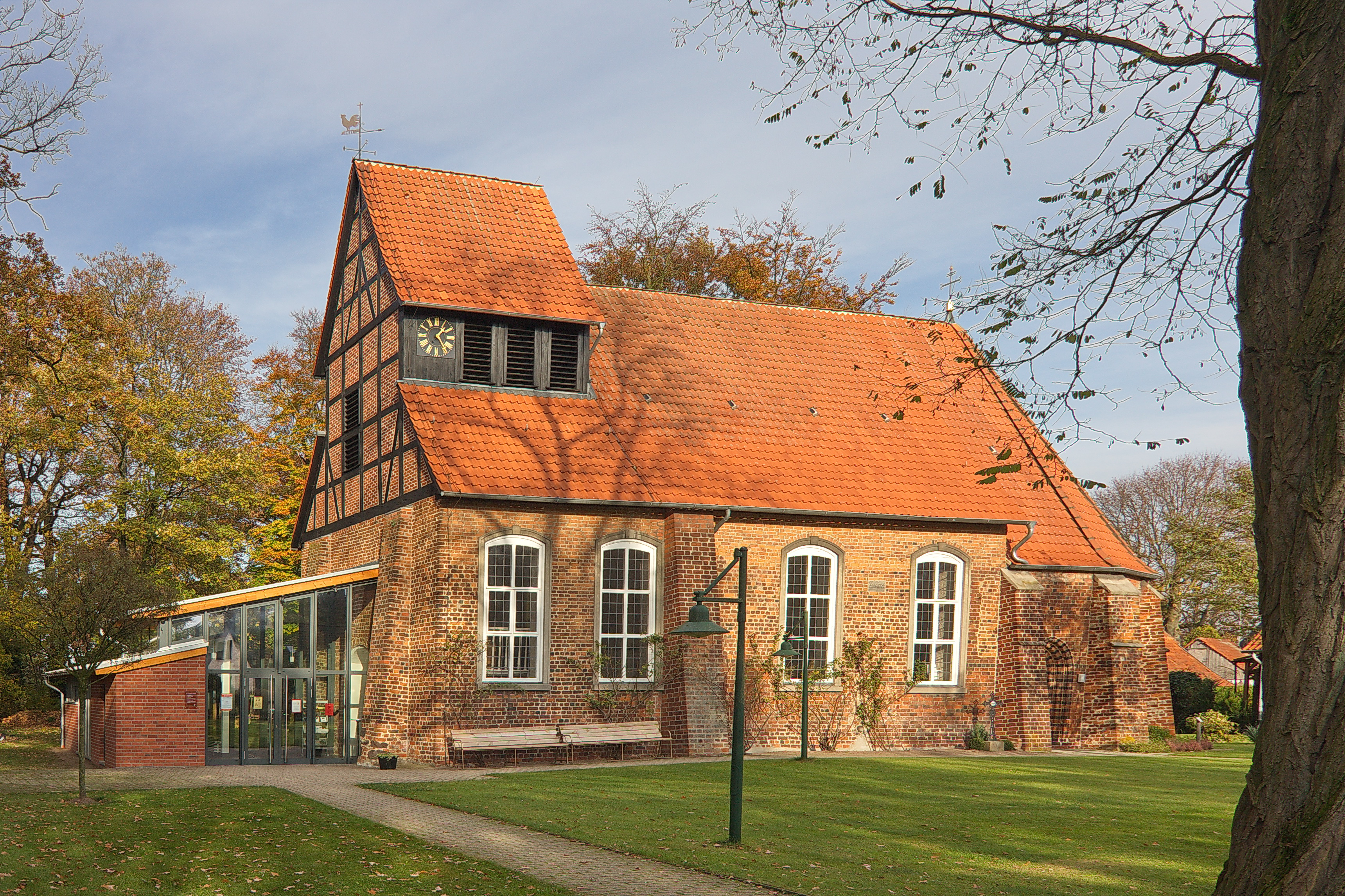
Wathlingen, Marienkirche

Die evangelisch-lutherische denkmalgeschützte Marienkirche steht in Wathlingen, einer Gemeinde im Landkreis Celle von Niedersachsen. Die Kirchengemeinde gehört zum Kirchenkreis Celle im Sprengel Lüneburg der Evangelisch-lutherischen Landeskirche Hannovers.

## Beschreibung
Das Kirchenschiff und der niedrige Chor mit polygonalem Abschluss der kleinen Saalkirche wurden 1325 erbaut. Ihre Wände werden von Strebepfeilern gestützt. Das Kirchenschiff wurde 1696 bis 1704 nach Westen verlängert, wo sich aus dem Satteldach ein Dachturm aus Holzfachwerk erhebt, der den Glockenstuhl und die Turmuhr beherbergt. Im Norden wurde eine Sakristei mit zwei Jochen angebaut.
Das im 15. Jahrhundert eingezogene Gewölbe im Chor wurde 1818 durch eine Flachdecke ersetzt. 
Zur Kirchenausstattung gehört ein um 1490 geschnitzter Flügelaltar. In seinem Schrein befindet sich ein Relief mit der Anbetung der Heiligen Drei Könige, in den Flügeln sind die zwölf Apostel dargestellt. Auf den Außenseiten  sind Szenen aus dem Leben Jesu Christi gemalt. Ein kleines Kruzifix stammt vom Anfang des 16. Jahrhunderts, ein Vortragekreuz von 1500. 
Die erste Orgel mit elf Registern auf einem Manual und Pedal wurde 1707 von Christian Vater gebaut. In den folgenden zwei Jahrhunderten wurde die Orgel von verschiedenen Orgelbauern gewartet. Im Jahre 1905 wurde durch P. Furtwängler & Hammer eine neue Orgel erstellt. Lothar Wetzel nahm im Jahr 1946 eine Erweiterung bzw. klangliche Umarbeitung des Werkes vor. Der letzte Orgelneubau im Jahre 1976 wurde durch die Gebrüder Hillebrand Orgelbau ausgeführt.